# 傅鐘 (國立臺灣大學)
25°1′1.71″N 121°32′12.35″E / 25.0171417°N 121.5367639°E

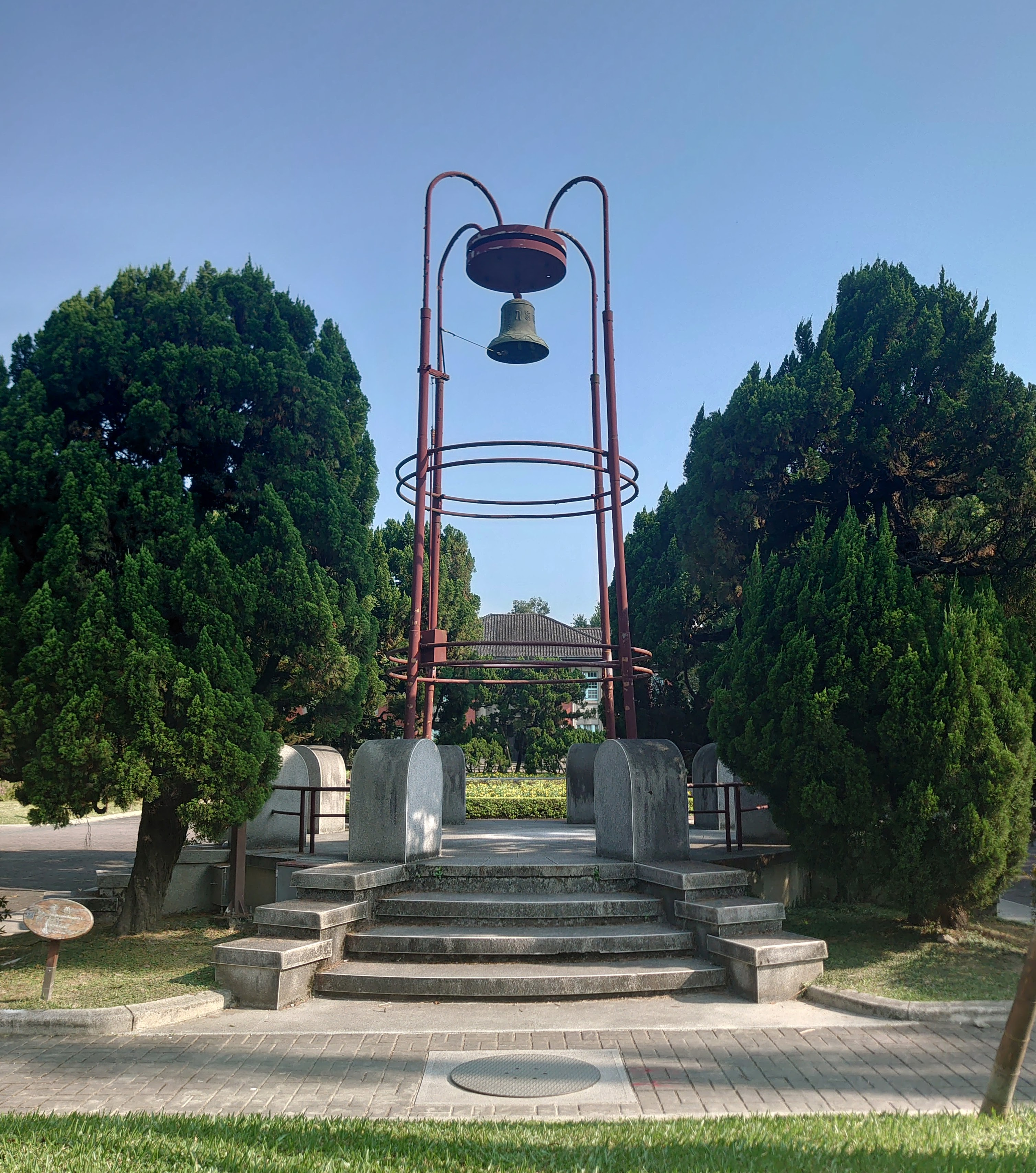
傅鐘

傅鐘是國立臺灣大學的校鐘，也是該校象徵之一，位於行政大樓水池前和椰林大道之間，是為了紀念臺大校長傅斯年所建立。

## 簡史

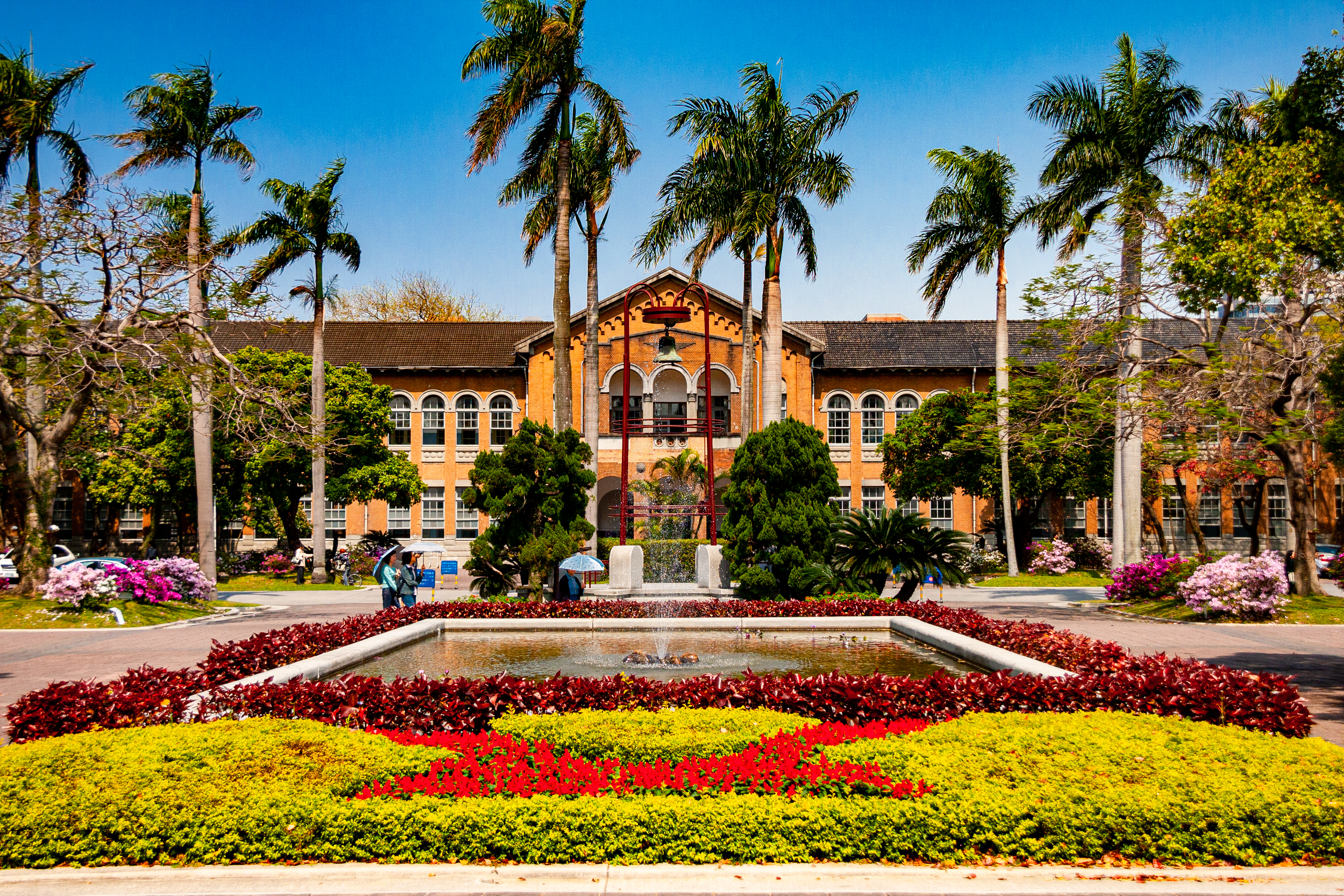
行政大樓前的噴水池與傅鐘，後方建築為文學院

1951年1月，臺大植物系柏銓提議鑄造紀念鐘，紀念傅斯年校長。1951年4月，臺大校務會議決議鑄造紀念鐘。:634後由兵工廠所鑄製。兵工廠在鑄製這口鐘時，鑄了兩口：除了傅鐘之外，另一口置放於國立成功大學校園之中。據1951年11月27日傅校長逝世周年紀念籌備會紀錄，籌備會規劃於民國40年12月20日10時安葬時，敲紀念鐘（傅鐘）五十五響，向在55歲時為臺大鞠躬盡瘁的傅校長致敬。
敲第一聲的是傅斯年的妻舅、時任行政院政務委員俞大維，然後是由兼辦行政大樓開水爐房工作的工友以人力敲打；當臺大取消行政大樓專職燒茶水的作業後，打鐘人就專心敲鐘。曾經是每節下課敲一次，每次有22響。曾任敲鐘人的林進東向前臺大學務處學生活動中心主任陳伯齡表示：「鐘敲22下而不是21下。22的臺語發音為『離一離』，意涵著『結束了，做到最後』之意。」但工友常會忘記敲了幾下，因此有時候會聽到非22響的鐘聲。
2000年1月前，臺大總務處事務組在順應學校人力精簡的要求下，將堅持多年的人工打鐘傳統改為電腦控制，同時鐘聲也定為21響，並立碑說明傅斯年的名言：「一天只有21小時，其餘3小時是用來沉思的。」

## 象徵
- 臺大校徽的元素之一為傅鐘，勉勵學子「作息定時，生活有序，俾聞聲惕厲，精進不已」。[3]
- 傅斯年校長所代表的學術自由、大學自主性的價值想像，已經成為台大校園的歷史遺產。傅斯年連結著台大與北京大學的想像關係，並承繼近代布爾喬亞的自由主義將大學視為「公共領域中批判性言論的知識來源」。傅斯年以哲學家斯賓諾沙「貢獻這所大學給宇宙」的精神辦學，在反共威權統治時成為台灣社會學術獨立、抵抗政治高壓的象徵，也使台大成為學術風氣最自由的高等學府。雖然在校園的真實空間內，傅鐘的存在不巨大也不沉重，但它的空間是一種表徵（再現）的空間（ spaces of representation ），紀念性不在於形體，在於寄託其上的自由學風，建構了台大校園主要的感覺結構（structure of feeling），鐘聲無形卻清晰在象徵的空間與人們的心中迴響。[4][5]

## 相關新聞
- 因位於行政大樓前方，曾作為學生集會地點。1988年5月11日因為校方中午將審核與普選有關的「學生會會長直接選舉罷免暫行辦法施行細則」，也為了紀念「五一一」普選紀念日，號稱「五一一行動委員會」的學生臨時組織，以汽球、鮮花、鑼鼓、黃布條等「慶典」形式，中午十二時在台大校門口集合，後於「行政中立、學術自由、教授治校、學生自治」等口號聲中，走向台大行政大樓傅鐘前，展開系列紀念活動。當時新興的學生社團如環保社、勞工社等，也分別陳述學生對社會問題的觀察。[6][7]
- 1989年5月11日中午同樣為紀念「511」，亦有學生10餘人組成的「反幽靈劇團」，在傅鐘前以肢體語言與鼓聲等行動劇，來傳達學生爭取校園改革的努力，並遊行到校門口，沿途多位義工發放傳單給圍觀的群眾，當時台大校方派人觀察，也有警方維持秩序。[8]
- 2005年6月，由臺灣大學校園導覽解說社等單位舉辦臺大校園十二美景票選，傅鐘入選為其一。[5]
- 2005年9月16日新生始業時，時任校長李嗣涔曾問：「台大精神象徵─傅鐘為何總是敲21響？」以勉勵新生主動求知找答案，四年後的畢業典禮他還會問一次，希望到時大家都已知道。[9]
- 「傳」與「傅」兩字在正體中文中字型相近，所以在校內的介紹看板將此鐘寫為「傳鐘」。在2010年校方也發現此事，但卻遲遲沒有更正[10]。

## 軼事
- 台大學生曾經流傳：只要考前在傅鐘前面讀書或約會等活動，必定會被當掉或分手。但後來經校方澄清非屬事實，但至今許多台大學生仍都相信這個傳聞是真的。[11]
- 1990年代時，台大曾流傳傅鐘在深夜時有一女鬼會向路過者詢問時間。[12]